# V (sèrie de televisió de 1984)

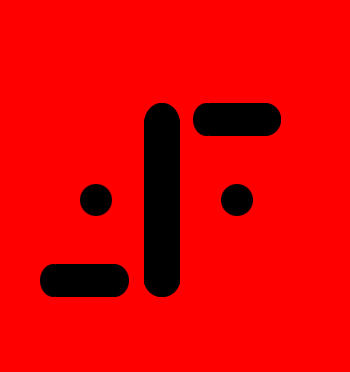
Emblema dels visitants extraterrestres a la sèrie

V és una sèrie de televisió estatunidenca que es va emetre entre 1984 i 1985, escrita i dirigida per Kenneth Johnson. La sèrie, que en un començament comptava amb només cinc capítols, havia estat pensada en un començament com una història de poder i rivalitats situada a l'època actual, però com Johson no aconseguia vendre-la, se li va acudir traslladar la trama a un hipotètic futur pròxim, en el qual un bàndol estaria format per humans de la Terra i l'altre per uns éssers en principi de forma humanoide (més tard se sabrà que en realitat no són) procedents d'un altre planeta i que arriben, en les seves pròpies paraules "en to de pau". Va aconseguir així una sèrie de ciència-ficció però amb elements de trames amoroses i imatges de glamour típiques d'altres sèries de gran èxit com Dallas o Falcon Crest. L'enorme èxit de la sèrie i de les vendes de merchandising associat va fer que s'allargués la sèrie, que va durar dos anys emetent-se un capítol setmanal de seixanta minuts.
Alguns dels protagonistes són Jane Badler (la malvada Diana), Marc Singer (Mike Donovan, el cap de la resistència humana), Faye Grant (Julie Parrish, la científica que ajuda Mike Donovan), June Chadwick (Lydia, la rival rossa de Diana, al seu mateix bàndol), Frank Ashmore (el visitant Martin i, després que aquest mor, el seu germà bessó Philip), Michael Ironside (Ham Tyler, líder de la branca més radical a la resistència humana), Michael Durrell (Robert Maxwell, antropòleg i pare de Robin), Jenny Sullivan (Kristine Walsh, periodista), Richard Herd (John, el comandant suprem dels visitants), Blair Tefkin (Robin Maxwell, amant de Willy i mare d'Elisabeth i d'un llangardaix amb llengua humana que mor el dia del part), Robert Englund (Willy, el visitant vegetarià) i Jennifer Cooke (Elizabeth, àlies "la nena de les estrelles", una humana amb llengua de rèptil i poders extraordinaris).
El 2009 es va fer una altra sèrie basada en aquesta, que també es diu V.